# Jane Smiley
Jane Smiley, född 26 september 1949 i Los Angeles, är en amerikansk romanförfattare, essäist och litteraturvetare.

## Karriär
Jane Smiley föddes i Los Angeles men växte upp i Webster Groves, en förort till Saint Louis i Missouri. Efter John Burroughs School  studerade hon vid Vassar College och doktorerade senare vid University of Iowa. Under sin tid som doktorand tillbringade hon också ett år på Island.
Smiley debuterade med romanen Barn Blind 1980. För sin novell Lily prisades hon med 1985 års O. Henry Award. För berättelsen A Thousand Acres, baserad på William Shakespeares Kung Lear, belönades hon med Pulitzerpriset för skönlitteratur 1992; den filmatiserades med samma namn 1997. Sitt enda manus för TV skrev hon 1995 till ett avsnitt av Uppdrag: mord. Romanen The Age of Grief filmatiserades 2002 som The Secret Lives of Dentists. Hennes essä Feminism Meets the Free Market ingick i antologin Mommy Wars 2006.
Thirteen Ways of Looking at the Novel (2005) är en fackbok om romanens historia och natur, skriven i samma anda som E.M. Forsters tongivande Aspects of the Novel. Den sträcker sig från 1000-talets japanska roman, det vill säga Murasaki Shikibus Genji monogatari, till 2000-talets amerikanska chick lit.
Åren 1981–1996 undervisade Jane Smiley i kreativt skrivande vid Iowa State University.
2001 valdes hon in som medlem i American Academy and Institute of Arts and Letters.

## Priser och utmärkelser
- Pulitzerpriset för skönlitteratur 1992 för A Thousand Acres